# Åsarne församling
Åsarne församling är en församling i Sydöstra Jämtlands pastorat i Södra Jämtland-Härjedalens kontrakt i Härnösands stift. Församlingen ligger i Bergs kommun i Jämtlands län.

## Administrativ historik
Församlingen bildades 1764 genom en utbrytning ur Bergs församling.
Församlingen var till 1 maj 1920 annexförsamling i pastoratet Berg, Rätan, Klövsjö och Åsarne. Från 1 maj 1920 till 2008 annexförsamling i pastoratet Berg och Åsarne. Församlingen ingick mellan 2008 och 2022 i Södra Jämtlands pastorat och därefter i Sydöstra Jämtlands pastorat.

## Kyrkor

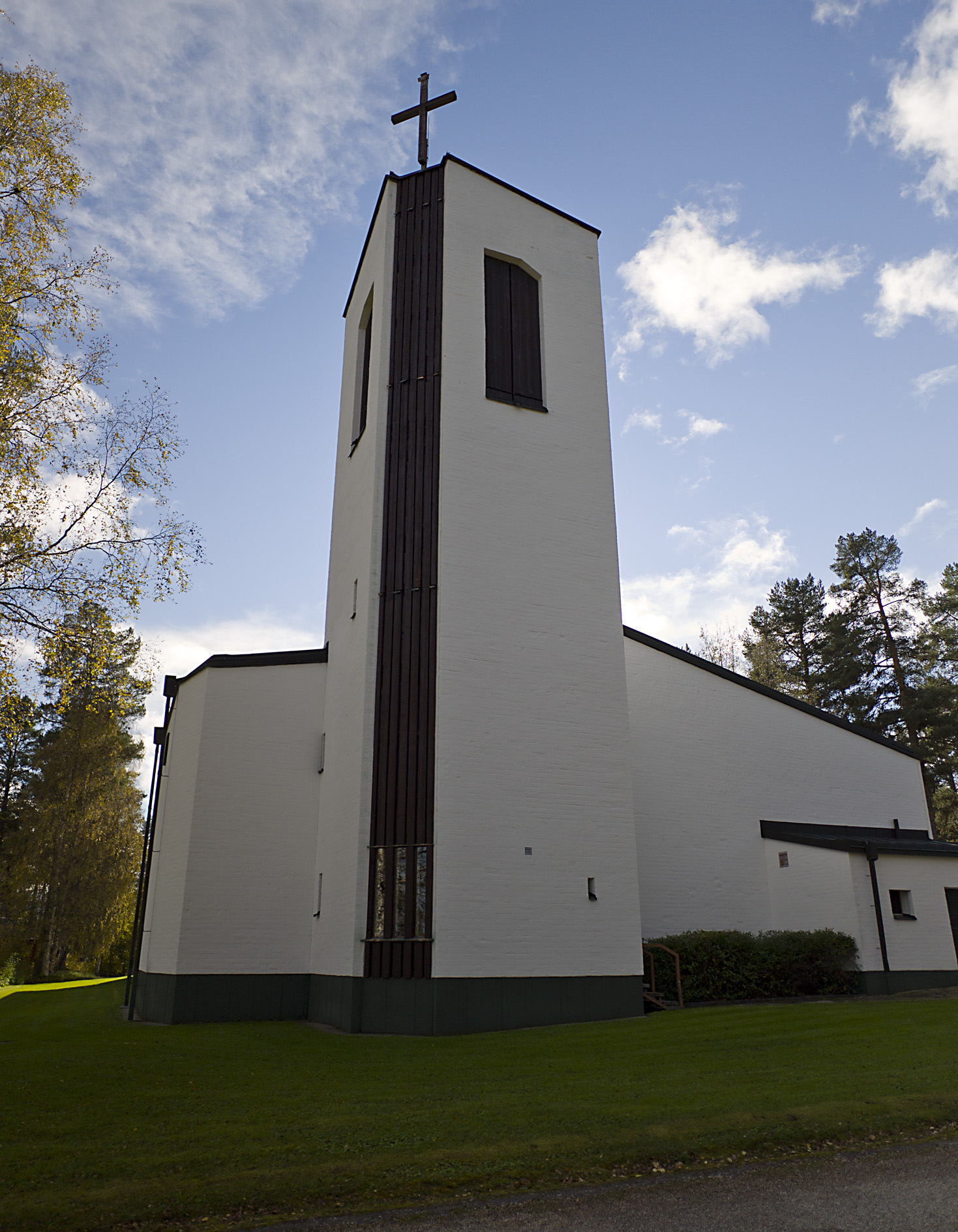
Åsarne Nya Kyrka

- Åsarne gamla kyrka
- Åsarne nya kyrka